# كأس نيوزيلندا 2003
كأس نيوزيلندا 2003 (بالإنجليزية: 2003 Chatham Cup)‏ هو موسم من كأس نيوزيلندا. فاز فيه نادي يونيفرستي ماونت ولينغتون.